# Statistiche della UEFA Conference League
Questa pagina riporta le statistiche dettagliate sulla UEFA Conference League.

## Vittorie
Dati aggiornati all'edizione 2024-2025.

### Albo d'oro
| Stagione | Data      | Nazionalità della squadra vincitrice | Vincitore (numero vittorie) | Finalista perdente | Risultato | Sede della finale           | Spettatori |
| -------- | --------- | ------------------------------------ | --------------------------- | ------------------ | --------- | --------------------------- | ---------- |
| 2021-22  | 25 maggio | Italia                               | Roma (1)                    | Feyenoord (1)      | 1-0       | Tirana - Arena Kombëtare    | 19 597     |
| 2022-23  | 7 giugno  | Inghilterra                          | West Ham Utd (1)            | Fiorentina (1)     | 2-1       | Praga - Eden Aréna          | 17 363     |
| 2023-24  | 29 maggio | Grecia                               | Olympiacos (1)              | Fiorentina (2)     | 1-0 (dts) | Atene - Stadio Agia Sophia  | 26 842     |
| 2024-25  | 28 maggio | Inghilterra                          | Chelsea (1)                 | Betis (1)          | 4-1       | Breslavia - Wroclaw Stadium | 39 754     |
| 2025-26  |           |                                      |                             |                    |           | Lipsia - Red Bull Arena     |            |
| 2026-27  |           |                                      |                             |                    |           | Istanbul - Beşiktaş Park    |            |

### Edizioni vinte e secondi posti per squadra
| Squadra      | Vittorie | Secondi posti | Anni vittorie | Anni secondi posti |
| ------------ | -------- | ------------- | ------------- | ------------------ |
| Roma         | 1        | 0             | 2022          | -                  |
| West Ham Utd | 1        | 0             | 2023          | -                  |
| Olympiacos   | 1        | 0             | 2024          | -                  |
| Chelsea      | 1        | 0             | 2025          | -                  |
| Fiorentina   | 0        | 2             | -             | 2023, 2024         |
| Feyenoord    | 0        | 1             | -             | 2022               |
| Betis        | 0        | 1             | -             | 2025               |

### Per nazione
| Nazione     | Vittorie | Secondi posti | Vincitori                        | Finalisti      |
| ----------- | -------- | ------------- | -------------------------------- | -------------- |
| Inghilterra | 2        | 0             | West Ham United (1), Chelsea (1) | -              |
| Italia      | 1        | 2             | Roma (1)                         | Fiorentina (2) |
| Grecia      | 1        | 0             | Olympiacos (1)                   | -              |
| Paesi Bassi | 0        | 1             | -                                | Feyenoord (1)  |
| Spagna      | 0        | 1             | -                                | Betis (1)      |

### Per città
| Città     | Vittorie | Secondi posti | Vincitori                        | Finalisti      |
| --------- | -------- | ------------- | -------------------------------- | -------------- |
| Londra    | 2        | 0             | West Ham United (1), Chelsea (1) | -              |
| Roma      | 1        | 0             | Roma (1)                         | -              |
| Atene     | 1        | 0             | Olympiacos (1)                   | -              |
| Firenze   | 0        | 2             | -                                | Fiorentina (2) |
| Rotterdam | 0        | 1             | -                                | Feyenoord (1)  |
| Siviglia  | 0        | 1             | -                                | Betis (1)      |

## Piazzamenti
| Pos. | Squadra             | Primo posto | Secondo posto | Semifinali |
| ---- | ------------------- | ----------- | ------------- | ---------- |
| 1    | Chelsea             | 1           | 0             | 0          |
| 1    | Olympiacos          | 1           | 0             | 0          |
| 1    | West Ham Utd        | 1           | 0             | 0          |
| 1    | Roma                | 1           | 0             | 0          |
| 5    | Fiorentina          | 0           | 2             | 1          |
| 6    | Feyenoord           | 0           | 1             | 0          |
| 6    | Betis               | 0           | 1             | 0          |
| 8    | Leicester City      | 0           | 0             | 1          |
| 8    | Olympique Marsiglia | 0           | 0             | 1          |
| 8    | Basilea             | 0           | 0             | 1          |
| 8    | AZ Alkmaar          | 0           | 0             | 1          |
| 8    | Aston Villa         | 0           | 0             | 1          |
| 8    | Club Bruges         | 0           | 0             | 1          |
| 8    | Djurgården          | 0           | 0             | 1          |

## Classifica perpetua
Aggiornata al 28 maggio 2025.
| Pos. | Naz.                   | Squadra           | G  | V  | N  | P  | GF | GS | DR  | Punti | Titoli vinti | Finali disputate |
| ---- | ---------------------- | ----------------- | -- | -- | -- | -- | -- | -- | --- | ----- | ------------ | ---------------- |
| 1    | Italia (bandiera)      | Fiorentina        | 40 | 22 | 10 | 8  | 92 | 50 | +42 | 76    | 0            | 2                |
| 2    | Belgio (bandiera)      | Gent              | 36 | 16 | 7  | 13 | 51 | 39 | +12 | 55    | 0            | 0                |
| 3    | Paesi Bassi (bandiera) | AZ Alkmaar        | 26 | 14 | 3  | 9  | 37 | 32 | +5  | 45    | 0            | 0                |
| 4    | Grecia (bandiera)      | PAOK              | 22 | 12 | 3  | 7  | 35 | 26 | +9  | 39    | 0            | 0                |
| 5    | Inghilterra (bandiera) | West Ham Utd      | 13 | 12 | 1  | 0  | 29 | 8  | +21 | 37    | 1            | 1                |
| 6    | Norvegia (bandiera)    | Bodø/Glimt        | 22 | 10 | 7  | 5  | 39 | 27 | +12 | 37    | 0            | 0                |
| 7    | Svizzera (bandiera)    | Basilea           | 22 | 10 | 7  | 5  | 40 | 31 | +9  | 37    | 0            | 0                |
| 8    | Inghilterra (bandiera) | Chelsea           | 13 | 12 | 0  | 1  | 42 | 10 | +32 | 36    | 1            | 1                |
| 9    | Svezia (bandiera)      | Djurgården        | 20 | 11 | 2  | 7  | 31 | 26 | +5  | 35    | 0            | 0                |
| 10   | Slovacchia (bandiera)  | Slovan Bratislava | 22 | 8  | 7  | 7  | 30 | 30 | 0   | 31    | 0            | 0                |
| 11   | Israele (bandiera)     | Maccabi Tel Aviv  | 16 | 9  | 3  | 4  | 34 | 22 | +12 | 30    | 0            | 0                |
| 12   | Polonia (bandiera)     | Legia Varsavia    | 18 | 10 | 0  | 8  | 31 | 24 | +7  | 30    | 0            | 0                |
| 13   | Norvegia (bandiera)    | Molde             | 19 | 9  | 2  | 8  | 31 | 30 | +1  | 29    | 0            | 0                |
| 14   | Paesi Bassi (bandiera) | Feyenoord         | 13 | 8  | 4  | 1  | 28 | 16 | +12 | 28    | 0            | 1                |
| 15   | Italia (bandiera)      | Roma              | 13 | 8  | 3  | 2  | 28 | 15 | +13 | 27    | 1            | 1                |
| 16   | Danimarca (bandiera)   | Copenaghen        | 18 | 8  | 3  | 7  | 32 | 28 | +4  | 27    | 0            | 0                |
| 17   | Belgio (bandiera)      | Club Bruges       | 12 | 8  | 2  | 2  | 25 | 9  | +16 | 26    | 0            | 0                |
| 18   | Spagna (bandiera)      | Betis             | 17 | 7  | 5  | 5  | 24 | 18 | +6  | 26    | 0            | 1                |
| 19   | Rep. Ceca (bandiera)   | Slavia Praga      | 18 | 7  | 5  | 6  | 31 | 29 | +2  | 26    | 0            | 0                |
| 20   | Serbia (bandiera)      | Partizan          | 18 | 7  | 5  | 6  | 23 | 23 | 0   | 26    | 0            | 0                |

## Partecipazioni
Alla UEFA Conference League hanno partecipato club provenienti da 41 federazioni nazionali diverse.
In corsivo le squadre provenienti dai gironi di Europa League, mentre in grassetto le squadre vincitrici della competizione.
| Nazione                       | Part. | Squadre               | Stagioni                               |
| ----------------------------- | ----- | --------------------- | -------------------------------------- |
| Belgio (6 squadre)            | 4     | Gent                  | 2021-2022, 2022-2023, 2023-24, 2024-25 |
| Belgio (6 squadre)            | 1     | Anderlecht            | 2022-23                                |
| Belgio (6 squadre)            | 1     | Club Bruges           | 2023-24                                |
| Belgio (6 squadre)            | 1     | Genk                  | 2023-24                                |
| Belgio (6 squadre)            | 1     | Union Saint-Gilloise  | 2023-24                                |
| Belgio (6 squadre)            | 1     | Cercle Bruges         | 2024-25                                |
| Repubblica Ceca (6 squadre)   | 2     | Slavia Praga          | 2021-22, 2022-23                       |
| Repubblica Ceca (6 squadre)   | 1     | Jablonec              | 2021-22                                |
| Repubblica Ceca (6 squadre)   | 1     | Sparta Praga          | 2021-22                                |
| Repubblica Ceca (6 squadre)   | 1     | Slovácko              | 2022-23                                |
| Repubblica Ceca (6 squadre)   | 1     | Viktoria Plzeň        | 2023-24                                |
| Repubblica Ceca (6 squadre)   | 1     | Mladá Boleslav        | 2024-25                                |
| Cipro (6 squadre)             | 2     | Omonia                | 2021-22, 2024-25                       |
| Cipro (6 squadre)             | 1     | Anorthōsis            | 2021-22                                |
| Cipro (6 squadre)             | 1     | Apollōn Limassol      | 2022-23                                |
| Cipro (6 squadre)             | 1     | AEK Larnaca           | 2022-23                                |
| Cipro (6 squadre)             | 1     | APOEL                 | 2024-25                                |
| Cipro (6 squadre)             | 1     | Pafos                 | 2024-25                                |
| Paesi Bassi (5 squadre)       | 3     | AZ Alkmaar            | 2021-22, 2022-23, 2023-24              |
| Paesi Bassi (5 squadre)       | 1     | Feyenoord             | 2021-22                                |
| Paesi Bassi (5 squadre)       | 1     | Vitesse               | 2021-22                                |
| Paesi Bassi (5 squadre)       | 1     | PSV                   | 2021-22                                |
| Paesi Bassi (5 squadre)       | 1     | Ajax                  | 2023-24                                |
| Turchia (5 squadre)           | 2     | Fenerbahçe            | 2021-22, 2023-24                       |
| Turchia (5 squadre)           | 2     | İstanbul Başakşehir   | 2022-23, 2024-25                       |
| Turchia (5 squadre)           | 1     | Sivasspor             | 2022-23                                |
| Turchia (5 squadre)           | 1     | Trabzonspor           | 2022-23                                |
| Turchia (5 squadre)           | 1     | Beşiktaş              | 2023-24                                |
| Danimarca (5 squadre)         | 2     | Copenaghen            | 2021-22, 2024-25                       |
| Danimarca (5 squadre)         | 1     | Randers               | 2021-22                                |
| Danimarca (5 squadre)         | 1     | Midtjylland           | 2021-22                                |
| Danimarca (5 squadre)         | 1     | Silkeborg             | 2022-23                                |
| Danimarca (5 squadre)         | 1     | Nordsjælland          | 2023-24                                |
| Inghilterra (5 squadre)       | 1     | Tottenham             | 2021-22                                |
| Inghilterra (5 squadre)       | 1     | Leicester City        | 2021-22                                |
| Inghilterra (5 squadre)       | 1     | West Ham Utd          | 2022-23                                |
| Inghilterra (5 squadre)       | 1     | Aston Villa           | 2023-24                                |
| Inghilterra (5 squadre)       | 1     | Chelsea               | 2024-25                                |
| Francia (4 squadre)           | 1     | Rennes                | 2021-22                                |
| Francia (4 squadre)           | 1     | Olympique Marsiglia   | 2021-22                                |
| Francia (4 squadre)           | 1     | Nizza                 | 2022-23                                |
| Francia (4 squadre)           | 1     | Lilla                 | 2023-24                                |
| Austria (4 squadre)           | 2     | LASK                  | 2021-22, 2024-25                       |
| Austria (4 squadre)           | 2     | Rapid Vienna          | 2021-22, 2024-25                       |
| Austria (4 squadre)           | 1     | Austria Vienna        | 2022-23                                |
| Austria (4 squadre)           | 1     | Sturm Graz            | 2023-24                                |
| Germania (4 squadre)          | 1     | Union Berlino         | 2021-22                                |
| Germania (4 squadre)          | 1     | Colonia               | 2022-23                                |
| Germania (4 squadre)          | 1     | Eintracht Francoforte | 2023-24                                |
| Germania (4 squadre)          | 1     | Heidenheim            | 2024-25                                |
| Svizzera (4 squadre)          | 2     | Basilea               | 2021-22, 2022-23                       |
| Svizzera (4 squadre)          | 2     | Lugano                | 2023-24, 2024-25                       |
| Svizzera (4 squadre)          | 1     | Servette              | 2023-24                                |
| Svizzera (4 squadre)          | 1     | San Gallo             | 2024-25                                |
| Israele (3 squadre)           | 2     | Maccabi Tel Aviv      | 2021-22, 2023-24                       |
| Israele (3 squadre)           | 2     | Maccabi Haifa         | 2021-22, 2023-24                       |
| Israele (3 squadre)           | 1     | Hapoel Be'er Sheva    | 2022-23                                |
| Italia (3 squadre)            | 3     | Fiorentina            | 2022-23, 2023-24, 2024-25              |
| Italia (3 squadre)            | 1     | Roma                  | 2021-22                                |
| Italia (3 squadre)            | 1     | Lazio                 | 2022-23                                |
| Scozia (3 squadre)            | 2     | Hearts                | 2022-23, 2024-25                       |
| Scozia (3 squadre)            | 1     | Celtic                | 2021-22                                |
| Scozia (3 squadre)            | 1     | Aberdeen              | 2023-24                                |
| Slovenia (3 squadre)          | 2     | Olimpia Lubiana       | 2023-24, 2024-25                       |
| Slovenia (3 squadre)          | 1     | NŠ Mura               | 2021-22                                |
| Slovenia (3 squadre)          | 1     | Celje                 | 2024-25                                |
| Polonia (3 squadre)           | 2     | Legia Varsavia        | 2023-24, 2024-25                       |
| Polonia (3 squadre)           | 1     | Lech Poznań           | 2022-23                                |
| Polonia (3 squadre)           | 1     | Jagiellonia           | 2024-25                                |
| Armenia (3 squadre)           | 1     | Alaškert              | 2021-22                                |
| Armenia (3 squadre)           | 1     | P'yownik              | 2022-23                                |
| Armenia (3 squadre)           | 1     | Noah                  | 2024-25                                |
| Grecia (3 squadre)            | 2     | PAOK                  | 2021-22, 2023-24                       |
| Grecia (3 squadre)            | 1     | Olympiacos            | 2023-24                                |
| Grecia (3 squadre)            | 1     | Panathīnaïkos         | 2024-25                                |
| Serbia (3 squadre)            | 2     | Partizan              | 2021-22, 2022-23                       |
| Serbia (3 squadre)            | 1     | Čukarički             | 2023-24                                |
| Serbia (3 squadre)            | 1     | TSC Bačka Topola      | 2024-25                                |
| Norvegia (2 squadre)          | 3     | Bodø/Glimt            | 2021-22, 2022-23, 2023-24              |
| Norvegia (2 squadre)          | 3     | Molde                 | 2022-23, 2023-24, 2024-25              |
| Slovacchia (2 squadre)        | 3     | Slovan Bratislava     | 2021-22, 2022-23, 2023-24              |
| Slovacchia (2 squadre)        | 1     | Spartak Trnava        | 2023-24                                |
| Ucraina (2 squadre)           | 2     | Zorja                 | 2021-22, 2023-24                       |
| Ucraina (2 squadre)           | 1     | Dnipro-1              | 2022-23                                |
| Romania (2 squadre)           | 2     | CFR Cluj              | 2021-22, 2022-23                       |
| Romania (2 squadre)           | 1     | FCSB                  | 2022-23                                |
| Bulgaria (2 squadre)          | 2     | Ludogorec             | 2022-23, 2023-24                       |
| Bulgaria (2 squadre)          | 1     | CSKA Sofia            | 2021-22                                |
| Kazakistan (2 squadre)        | 2     | Astana                | 2023-24, 2024-25                       |
| Kazakistan (2 squadre)        | 1     | Qairat                | 2021-22                                |
| Spagna (2 squadre)            | 2     | Betis                 | 2023-24, 2024-25                       |
| Spagna (2 squadre)            | 1     | Villarreal            | 2022-23                                |
| Bosnia-Erzegovina (2 squadre) | 1     | Zrinjski Mostar       | 2023-24                                |
| Bosnia-Erzegovina (2 squadre) | 1     | Borac Banja Luka      | 2024-25                                |
| Moldavia (2 squadre)          | 1     | Sheriff Tiraspol      | 2022-23                                |
| Moldavia (2 squadre)          | 1     | Petrocub Hîncești     | 2024-25                                |
| Islanda (2 squadre)           | 1     | Breiðablik            | 2023-24                                |
| Islanda (2 squadre)           | 1     | Víkingur              | 2024-25                                |
| Portogallo (2 squadre)        | 1     | Braga                 | 2022-23                                |
| Portogallo (2 squadre)        | 1     | Vitória Guimarães     | 2024-25                                |
| Finlandia (1 squadra)         | 3     | HJK                   | 2021-22, 2023-24, 2024-25              |
| Kosovo (1 squadra)            | 2     | Ballkani              | 2022-23, 2023-24                       |
| Azerbaigian (1 squadra)       | 2     | Qarabağ               | 2021-22, 2022-23                       |
| Svezia (1 squadra)            | 2     | Djurgården            | 2022-23, 2024-25                       |
| Irlanda (1 squadra)           | 2     | Shamrock Rovers       | 2022-23, 2024-25                       |
| Estonia (1 squadra)           | 1     | Flora Tallinn         | 2021-22                                |
| Gibilterra (1 squadra)        | 1     | Lincoln Red Imps      | 2021-22                                |
| Lettonia (1 squadra)          | 1     | RFS Riga              | 2022-23                                |
| Liechtenstein (1 squadra)     | 1     | Vaduz                 | 2022-23                                |
| Lituania (1 squadra)          | 1     | Žalgiris              | 2022-23                                |
| Croazia (1 squadra)           | 1     | Dinamo Zagabria       | 2023-24                                |
| Ungheria (1 squadra)          | 1     | Ferencváros           | 2023-24                                |
| Far Oer (1 squadra)           | 1     | KÍ Klaksvík           | 2023-24                                |
| Bielorussia (1 squadra)       | 1     | Dinamo Minsk          | 2024-25                                |
| Irlanda del nord (1 squadra)  | 1     | Larne                 | 2024-25                                |
| Galles (1 squadra)            | 1     | The New Saints        | 2024-25                                |

## Partecipazioni e risultati dei club nella UEFA Conference League
| C  | Campione         |
| F  | Finalista        |
| SF | Semifinalista    |
| QF | Quarti di finale |
| OF | Ottavi di finale |
| SP | Spareggi         |
| FG | Fase a gironi    |
| •  | Non partecipante |

| Club (n. partecipazioni)    | Club (n. partecipazioni)    | 21-22 | 22-23 | 23-24 | 24-25 | 25-26 |
| --------------------------- | --------------------------- | ----- | ----- | ----- | ----- | ----- |
| BELGIO (9)                  | BELGIO (9)                  | (1)   | (2)   | (4)   | (2)   |       |
| 1                           | Gent (4)                    | OF    | QF    | SP    | SP    |       |
| 2                           | Anderlecht (1)              | •     | QF    | •     | •     |       |
| 3                           | Club Bruges (1)             | •     | •     | SF    | •     |       |
| 4                           | Genk (1)                    | •     | •     | FG    | •     |       |
| 5                           | Union Saint-Gilloise (1)    | •     | •     | OF    | •     |       |
| 6                           | Cercle Bruges (1)           | •     | •     | •     | OF    |       |
| PAESI BASSI (7)             | PAESI BASSI (7)             | (4)   | (1)   | (2)   | (0)   |       |
| 1                           | AZ Alkmaar (3)              | OF    | SF    | FG    | •     |       |
| 2                           | Feyenoord (1)               | F     | •     | •     | •     |       |
| 3                           | PSV (1)                     | QF    | •     | •     | •     |       |
| 4                           | Vitesse (1)                 | OF    | •     | •     | •     |       |
| 5                           | Ajax (1)                    | •     | •     | OF    | •     |       |
| TURCHIA (7)                 | TURCHIA (7)                 | (1)   | (3)   | (2)   | (1)   |       |
| 1                           | Fenerbahçe (2)              | SP    | •     | QF    | •     |       |
| 2                           | İstanbul Başakşehir (2)     | •     | OF    | •     | FG    |       |
| 3                           | Sivasspor (1)               | •     | OF    | •     | •     |       |
| 4                           | Trabzonspor (1)             | •     | SP    | •     | •     |       |
| 5                           | Beşiktaş (1)                | •     | •     | FG    | •     |       |
| REPUBBLICA CECA (7)         | REPUBBLICA CECA (7)         | (3)   | (2)   | (1)   | (1)   |       |
| 1                           | Slavia Praga (2)            | QF    | FG    | •     | •     |       |
| 2                           | Jablonec (1)                | FG    | •     | •     | •     |       |
| 3                           | Sparta Praga (1)            | SP    | •     | •     | •     |       |
| 4                           | Slovácko (1)                | •     | FG    | •     | •     |       |
| 5                           | Viktoria Plzeň (1)          | •     | •     | QF    | •     |       |
| 6                           | Mladá Boleslav (1)          | •     | •     | •     | FG    |       |
| CIPRO (7)                   | CIPRO (7)                   | (2)   | (2)   | (0)   | (3)   |       |
| 1                           | Omonia (2)                  | FG    | •     | •     | SP    |       |
| 2                           | Anorthōsis (1)              | FG    | •     | •     | •     |       |
| 3                           | Apollōn Limassol (1)        | •     | FG    | •     | •     |       |
| 4                           | AEK Larnaca (1)             | •     | OF    | •     | •     |       |
| 5                           | Pafos (1)                   | •     | •     | •     | OF    |       |
| 6                           | APOEL (1)                   | •     | •     | •     | SP    |       |
| NORVEGIA (6)                | NORVEGIA (6)                | (1)   | (2)   | (2)   | (1)   |       |
| 1                           | Bodø/Glimt (3)              | QF    | SP    | SP    | •     |       |
| 2                           | Molde (3)                   | •     | FG    | OF    | OF    |       |
| SVIZZERA (6)                | SVIZZERA (6)                | (1)   | (1)   | (2)   | (2)   |       |
| 1                           | Basilea (2)                 | OF    | SF    | •     | •     |       |
| 2                           | Lugano (2)                  | •     | •     | FG    | OF    |       |
| 3                           | Servette (1)                | •     | •     | OF    | •     |       |
| 4                           | San Gallo (1)               | •     | •     | •     | FG    |       |
| DANIMARCA (6)               | DANIMARCA (6)               | (3)   | (1)   | (1)   | (1)   |       |
| 1                           | Copenaghen (2)              | OF    | •     | •     | OF    |       |
| 2                           | Midtjylland (1)             | SP    | •     | •     | •     |       |
| 3                           | Randers (1)                 | SP    | •     | •     | •     |       |
| 4                           | Silkeborg (1)               | •     | FG    | •     | •     |       |
| 5                           | Nordsjælland (1)            | •     | •     | FG    | •     |       |
| AUSTRIA (6)                 | AUSTRIA (6)                 | (2)   | (1)   | (1)   | (2)   |       |
| 1                           | LASK (2)                    | OF    | •     | •     | FG    |       |
| 2                           | Rapid Vienna (2)            | SP    | •     | •     | QF    |       |
| 3                           | Austria Vienna (1)          | •     | FG    | •     | •     |       |
| 4                           | Sturm Graz (1)              | •     | •     | OF    | •     |       |
| ISRAELE (5)                 | ISRAELE (5)                 | (2)   | (1)   | (2)   | (0)   |       |
| 1                           | Maccabi Haifa (2)           | FG    | •     | OF    | •     |       |
| 2                           | Maccabi Tel Aviv (2)        | SP    | •     | OF    | •     |       |
| 3                           | Hapoel Be'er Sheva (1)      | •     | FG    | •     | •     |       |
| INGHILTERRA (5)             | INGHILTERRA (5)             | (2)   | (1)   | (1)   | (1)   |       |
| 1                           | Tottenham (1)               | FG    | •     | •     | •     |       |
| 2                           | Leicester City (1)          | SF    | •     | •     | •     |       |
| 3                           | West Ham Utd (1)            | •     | C     | •     | •     |       |
| 4                           | Aston Villa (1)             | •     | •     | SF    | •     |       |
| 5                           | Chelsea (1)                 | •     | •     | •     | C     |       |
| ITALIA (5)                  | ITALIA (5)                  | (1)   | (2)   | (1)   | (1)   |       |
| 1                           | Fiorentina (3)              | •     | F     | F     | SF    |       |
| 2                           | Roma (1)                    | C     | •     | •     | •     |       |
| 3                           | Lazio (1)                   | •     | OF    | •     | •     |       |
| FRANCIA (4)                 | FRANCIA (4)                 | (2)   | (1)   | (1)   | (0)   |       |
| 1                           | Olympique Marsiglia (1)     | SF    | •     | •     | •     |       |
| 2                           | Rennes (1)                  | OF    | •     | •     | •     |       |
| 3                           | Nizza (1)                   | •     | QF    | •     | •     |       |
| 4                           | Lilla (1)                   | •     | •     | QF    | •     |       |
| SLOVACCHIA (4)              | SLOVACCHIA (4)              | (1)   | (1)   | (2)   | (0)   |       |
| 1                           | Slovan Bratislava (3)       | FG    | OF    | SP    | •     |       |
| 2                           | Spartak Trnava (1)          | •     | •     | FG    | •     |       |
| POLONIA (4)                 | POLONIA (4)                 | (0)   | (1)   | (1)   | (2)   |       |
| 1                           | Legia Varsavia (2)          | •     | •     | SP    | QF    |       |
| 2                           | Lech Poznań (1)             | •     | QF    | •     | •     |       |
| 3                           | Jagiellonia (1)             | •     | •     | •     | QF    |       |
| GRECIA (4)                  | GRECIA (4)                  | (1)   | (0)   | (2)   | (1)   |       |
| 1                           | PAOK (2)                    | QF    | •     | QF    | •     |       |
| 2                           | Olympiacos (1)              | •     | •     | C     | •     |       |
| 3                           | Panathīnaïkos (1)           | •     | •     | •     | OF    |       |
| SLOVENIA (4)                | SLOVENIA (4)                | (1)   | (0)   | (1)   | (2)   |       |
| 1                           | Olimpia Lubiana (2)         | •     | •     | FG    | SP    |       |
| 2                           | NŠ Mura (1)                 | FG    | •     | •     | •     |       |
| 3                           | Celje (1)                   | •     | •     | •     | QF    |       |
| GERMANIA (4)                | GERMANIA (4)                | (1)   | (1)   | (1)   | (1)   |       |
| 1                           | Union Berlino (1)           | FG    | •     | •     | •     |       |
| 2                           | Colonia (1)                 | •     | FG    | •     | •     |       |
| 3                           | Eintracht Francoforte (1)   | •     | •     | SP    | •     |       |
| 4                           | Heidenheim (1)              | •     | •     | •     | SP    |       |
| SCOZIA (4)                  | SCOZIA (4)                  | (1)   | (1)   | (1)   | (1)   |       |
| 1                           | Hearts (2)                  | •     | FG    | •     | FG    |       |
| 2                           | Celtic (1)                  | SP    | •     | •     | •     |       |
| 3                           | Aberdeen (1)                | •     | •     | FG    | •     |       |
| SERBIA (4)                  | SERBIA (4)                  | (1)   | (1)   | (1)   | (1)   |       |
| 1                           | Partizan (2)                | SP    | SP    | •     | •     |       |
| 2                           | Čukarički (1)               | •     | •     | FG    | •     |       |
| 3                           | TSC Bačka Topola (1)        | •     | •     | •     | SP    |       |
| UCRAINA (3)                 | UCRAINA (3)                 | (1)   | (1)   | (1)   | (0)   |       |
| 1                           | Zorja (2)                   | FG    | •     | FG    | •     |       |
| 2                           | Dnipro-1 (1)                | •     | SP    | •     | •     |       |
| ROMANIA (3)                 | ROMANIA (3)                 | (1)   | (2)   | (0)   | (0)   |       |
| 1                           | CFR Cluj (2)                | FG    | SP    | •     | •     |       |
| 2                           | FCSB (1)                    | •     | FG    | •     | •     |       |
| BULGARIA (3)                | BULGARIA (3)                | (1)   | (1)   | (1)   | (0)   |       |
| 1                           | Ludogorec (2)               | •     | SP    | SP    | •     |       |
| 2                           | CSKA Sofia (1)              | FG    | •     | •     | •     |       |
| KAZAKISTAN (3)              | KAZAKISTAN (3)              | (1)   | (0)   | (1)   | (1)   |       |
| 1                           | Astana (2)                  | •     | •     | FG    | FG    |       |
| 2                           | Qairat (1)                  | FG    | •     | •     | •     |       |
| FINLANDIA (3)               | FINLANDIA (3)               | (1)   | (0)   | (1)   | (1)   |       |
| 1                           | HJK (3)                     | FG    | •     | FG    | FG    |       |
| ARMENIA (3)                 | ARMENIA (3)                 | (1)   | (1)   | (0)   | (1)   |       |
| 1                           | Alaškert (1)                | FG    | •     | •     | •     |       |
| 2                           | P'yownik (1)                | •     | FG    | •     | •     |       |
| 3                           | Noah (1)                    | •     | •     | •     | FG    |       |
| SPAGNA (3)                  | SPAGNA (3)                  | (0)   | (1)   | (1)   | (1)   |       |
| 1                           | Betis (2)                   | •     | •     | SP    | F     |       |
| 2                           | Villarreal (1)              | •     | OF    | •     | •     |       |
| AZERBAIGIAN (2)             | AZERBAIGIAN (2)             | (1)   | (1)   | (0)   | (0)   |       |
| 1                           | Qarabağ (2)                 | SP    | SP    | •     | •     |       |
| KOSOVO (2)                  | KOSOVO (2)                  | (0)   | (1)   | (1)   | (0)   |       |
| 1                           | Ballkani (2)                | •     | FG    | FG    | •     |       |
| MOLDAVIA (2)                | MOLDAVIA (2)                | (0)   | (1)   | (0)   | (1)   |       |
| 1                           | Sheriff Tiraspol (1)        | •     | OF    | •     | •     |       |
| 2                           | Petrocub Hîncești (1)       | •     | •     | •     | FG    |       |
| PORTOGALLO (2)              | PORTOGALLO (2)              | (0)   | (1)   | (0)   | (1)   |       |
| 1                           | Braga (1)                   | •     | SP    | •     | •     |       |
| 2                           | Vitória Setúbal (1)         | •     | •     | •     | OF    |       |
| ISLANDA (2)                 | ISLANDA (2)                 | (0)   | (0)   | (1)   | (1)   |       |
| 1                           | Breiðablik (1)              | •     | •     | FG    | •     |       |
| 2                           | Víkingur (1)                | •     | •     | •     | SP    |       |
| SVEZIA (2)                  | SVEZIA (2)                  | (0)   | (1)   | (0)   | (1)   |       |
| 1                           | Djurgården (2)              | •     | OF    | •     | SF    |       |
| IRLANDA (2)                 | IRLANDA (2)                 | (0)   | (1)   | (0)   | (1)   |       |
| 1                           | Shamrock Rovers (2)         | •     | FG    | •     | SP    |       |
| BOSNIA ERZEGOVINA (2)       | BOSNIA ERZEGOVINA (2)       | (0)   | (0)   | (1)   | (1)   |       |
| 1                           | Zrinjski Mostar (1)         | •     | •     | FG    | •     |       |
| 2                           | Borac Banja Luka (1)        | •     | •     | •     | OF    |       |
| ESTONIA (1)                 | ESTONIA (1)                 | (1)   | (0)   | (0)   | (0)   |       |
| 1                           | Flora Tallinn (1)           | FG    | •     | •     | •     |       |
| GIBILTERRA (1)              | GIBILTERRA (1)              | (1)   | (0)   | (0)   | (0)   |       |
| 1                           | Lincoln Red Imps (1)        | FG    | •     | •     | •     |       |
| LETTONIA (1)                | LETTONIA (1)                | (0)   | (1)   | (0)   | (0)   |       |
| 1                           | RFS Riga (1)                | •     | FG    | •     | •     |       |
| LIECHTENSTEIN (1)           | LIECHTENSTEIN (1)           | (0)   | (1)   | (0)   | (0)   |       |
| 1                           | Vaduz (1)                   | •     | FG    | •     | •     |       |
| LITUANIA (1)                | LITUANIA (1)                | (0)   | (1)   | (0)   | (0)   |       |
| 1                           | Žalgiris (1)                | •     | FG    | •     | •     |       |
| CROAZIA (1)                 | CROAZIA (1)                 | (0)   | (0)   | (1)   | (0)   |       |
| 1                           | Dinamo Zagabria (1)         | •     | •     | OF    | •     |       |
| UNGHERIA (1)                | UNGHERIA (1)                | (0)   | (0)   | (1)   | (0)   |       |
| 1                           | Ferencváros (1)             | •     | •     | SP    | •     |       |
| ISOLE FAROE (1)             | ISOLE FAROE (1)             | (0)   | (0)   | (1)   | (0)   |       |
| 1                           | KÍ Klaksvík (1)             | •     | •     | FG    | •     |       |
| GALLES (1)                  | GALLES (1)                  | (0)   | (0)   | (0)   | (1)   |       |
| 1                           | The New Saints (1)          | •     | •     | •     | FG    |       |
| BIELORUSSIA (1)             | BIELORUSSIA (1)             | (0)   | (0)   | (0)   | (1)   |       |
| 1                           | Dinamo Minsk (1)            | •     | •     | •     | FG    |       |
| IRLANDA DEL NORD (1)        | IRLANDA DEL NORD (1)        | (0)   | (0)   | (0)   | (1)   |       |
| 1                           | Larne (1)                   | •     | •     | •     | FG    |       |
| Club (n. di partecipazioni) | Club (n. di partecipazioni) | 21-22 | 22-23 | 23-24 | 24-25 | 25-26 |

Nota: Sono indicate in corsivo le squadre provenienti dall'Europa League.

## Classifica di presenze
Aggiornato al 28 maggio 2025. In grassetto sono indicati i giocatori ancora in attività.
| Pos. | Naz.                      | Giocatore             | Presenze | Squadre                       |
| ---- | ------------------------- | --------------------- | -------- | ----------------------------- |
| 1    | Italia (bandiera)         | Rolando Mandragora    | 37       | Fiorentina                    |
| 2    | Belgio (bandiera)         | Sven Kums             | 30       | Gent                          |
| 3    | Italia (bandiera)         | Cristiano Biraghi     | 28       | Fiorentina                    |
| 3    | Francia (bandiera)        | Jonathan Ikoné        | 28       | Fiorentina                    |
| 3    | Costa d'Avorio (bandiera) | Christian Kouamé      | 28       | Fiorentina                    |
| 6    | Grecia (bandiera)         | Pantelīs Chatzīdiakos | 27       | Copenaghen, AZ Alkmaar        |
| 6    | Italia (bandiera)         | Luca Ranieri          | 27       | Fiorentina                    |
| 8    | Belgio (bandiera)         | Matisse Samoise       | 26       | Gent                          |
| 8    | Giappone (bandiera)       | Yukinari Sugawara     | 26       | AZ Alkmaar                    |
| 8    | Costa d'Avorio (bandiera) | Ibrahim Traoré        | 26       | Slavia Praga, Viktoria Plzeň  |
| 11   | Paesi Bassi (bandiera)    | Jordy Clasie          | 25       | AZ Alkmaar                    |
| 11   | Brasile (bandiera)        | Dodô                  | 25       | Fiorentina                    |
| 11   | Corea del Sud (bandiera)  | Hong Hyun-seok        | 25       | LASK, Gent                    |
| 14   | Argentina (bandiera)      | Lucas Beltrán         | 24       | Fiorentina                    |
| 14   | Belgio (bandiera)         | Davy Roef             | 24       | Gent                          |
| 14   | Italia (bandiera)         | Pietro Terracciano    | 24       | Fiorentina                    |
| 14   | Italia (bandiera)         | Nicolò Zaniolo        | 24       | Roma, Aston Villa, Fiorentina |
| 18   | Polonia (bandiera)        | Michał Skóraś         | 23       | Lech Poznań, Club Bruges      |
| 19   | RD del Congo (bandiera)   | Cédric Bakambu        | 22       | Olympique Marsiglia, Betis    |
| 19   | Rep. Ceca (bandiera)      | Antonin Barak         | 22       | Fiorentina                    |
| 19   | Argentina (bandiera)      | Nicolas Gonzalez      | 22       | Fiorentina                    |
| 19   | Argentina (bandiera)      | Lucas Martínez Quarta | 22       | Fiorentina                    |
| 19   | Norvegia (bandiera)       | Hugo Vetlesen         | 22       | Club Bruges, Bodø/Glimt       |
| 19   | Spagna (bandiera)         | Pablo Fornals         | 22       | West Ham Utd, Betis           |
| 24   | Belgio (bandiera)         | Julien de Sart        | 21       | Gent                          |
| 24   | Paesi Bassi (bandiera)    | Dani de Wit           | 21       | AZ Alkmaar                    |
| 24   | Belgio (bandiera)         | Laurent Depoitre      | 21       | Gent                          |
| 24   | Norvegia (bandiera)       | Brede Moe             | 21       | Bodø/Glimt                    |
| 24   | Svizzera (bandiera)       | Dan Ndoye             | 21       | Basilea                       |
| 24   | Grecia (bandiera)         | Vaggelīs Paulidīs     | 21       | AZ Alkmaar                    |
| 24   | Francia (bandiera)        | Andy Pelmard          | 21       | Basilea                       |
| 24   | Belgio (bandiera)         | Jordan Torunarigha    | 21       | Gent                          |

## Migliori marcatori
Dati aggiornati al 28 maggio 2025. In grassetto sono indicati i giocatori ancora in attività.
| Pos. | Naz.                    | Giocatore          | Gol | Rigori | Presenze | Media | Squadre                    |
| ---- | ----------------------- | ------------------ | --- | ------ | -------- | ----- | -------------------------- |
| 1    | Brasile (bandiera)      | Arthur Cabral      | 12  | 2      | 20       | 0,60  | Basilea, Fiorentina        |
| 1    | Grecia (bandiera)       | Vangelis Pavlidis  | 12  | 2      | 21       | 0,57  | AZ Alkmaar                 |
| 1    | Israele (bandiera)      | Eran Zahavi        | 12  | 1      | 14       | 0,86  | PSV, Maccabi Tel Aviv      |
| 4    | Marocco (bandiera)      | Ayoub El Kaabi     | 11  | 2      | 9        | 1,22  | Olympiacos                 |
| 5    | Nigeria (bandiera)      | Cyriel Dessers     | 10  | 0      | 13       | 0,77  | Feyenoord                  |
| 5    | Nigeria (bandiera)      | Gift Orban         | 10  | 1      | 11       | 0,91  | Gent                       |
| 7    | Inghilterra (bandiera)  | Tammy Abraham      | 9   | 0      | 13       | 0,69  | Roma                       |
| 7    | Serbia (bandiera)       | Aleksandar Cavric  | 9   | 1      | 20       | 0,45  | Slovan Bratislava          |
| 7    | Belgio (bandiera)       | Hugo Cuypers       | 9   | 1      | 16       | 0,56  | Gent                       |
| 10   | Francia (bandiera)      | Gaetan Laborde     | 8   | 0      | 17       | 0,47  | Rennes, Nizza              |
| 10   | Norvegia (bandiera)     | Amahl Pellegrino   | 8   | 1      | 19       | 0,42  | Bodø/Glimt                 |
| 10   | Capo Verde (bandiera)   | Ricardo Gomes      | 8   | 0      | 16       | 0,50  | Partizan                   |
| 10   | Rep. Ceca (bandiera)    | Antonin Barak      | 8   | 0      | 22       | 0,36  | Fiorentina                 |
| 10   | Angola (bandiera)       | Afimico Pululu     | 8   | 1      | 12       | 0,67  | Jagiellonia                |
| 10   | Italia (bandiera)       | Rolando Mandragora | 8   | 1      | 37       | 0,22  | Fiorentina                 |
| 10   | RD del Congo (bandiera) | Cédric Bakambu     | 8   | 0      | 22       | 0,36  | Olympique Marsiglia, Betis |

### Capocannonieri per stagione
Questa tabella mostra i capocannonieri della Conference League per stagione fin dalla sua fondazione nel 2021 (sono esclusi i gol nei turni preliminari).
| Edizione | Giocatore                  | Paese            | Club               | Gol |
| -------- | -------------------------- | ---------------- | ------------------ | --- |
| 2021-22  | Cyriel Dessers             | Nigeria          | Feyenoord          | 10  |
| 2022-23  | Zeki Amdouni Arthur Cabral | Svizzera Brasile | Basilea Fiorentina | 7   |
| 2023-24  | Ayoub El Kaabi             | Marocco          | Olympiacos         | 11  |
| 2024-25  | Afimico Pululu             | Angola           | Jagiellonia        | 8   |

### Vittorie per nazione
| Nazione  | Titoli | Stagioni |
| -------- | ------ | -------- |
| Nigeria  | 1      | 2021-22  |
| Svizzera | 1      | 2022-23  |
| Brasile  | 1      | 2022-23  |
| Marocco  | 1      | 2023-24  |
| Angola   | 1      | 2024-25  |

### Vittorie per club
| Club        | Titoli | Giocatori      | Edizioni |
| ----------- | ------ | -------------- | -------- |
| Feyenoord   | 1      | Cyriel Dessers | 2021-22  |
| Basilea     | 1      | Zeki Amdouni   | 2022-23  |
| Fiorentina  | 1      | Arthur Cabral  | 2022-23  |
| Olympiacos  | 1      | Ayoub El Kaabi | 2023-24  |
| Jagiellonia | 1      | Afimico Pululu | 2024-25  |

## Premi individuali

### Giocatore del torneo
| Edizione  | Miglior giocatore        | Squadra      |
| --------- | ------------------------ | ------------ |
| 2021-2022 | Lorenzo Pellegrini (ITA) | Roma         |
| 2022-2023 | Declan Rice (ENG)        | West Ham Utd |
| 2023-2024 | Ayoub El Kaabi (MAR)     | Olympiacos   |
| 2024-2025 | Isco (ESP)               | Betis        |

### Miglior giovane
| Edizione  | Miglior giocatore      | Squadra     |
| --------- | ---------------------- | ----------- |
| 2021-2022 | Luis Sinisterra (COL)  | Feyenoord   |
| 2022-2023 | Andy Diouf (FRA)       | Basilea     |
| 2023-2024 | Igor Thiago (BRA)      | Club Bruges |
| 2024-2025 | Tobias Gulliksen (NOR) | Djurgården  |

### Allenatori e capitani delle squadre vincitrici
| Edizione  | Allenatore                 | Capitano                 | Squadra      |
| --------- | -------------------------- | ------------------------ | ------------ |
| 2021-2022 | José Mourinho (POR)        | Lorenzo Pellegrini (ITA) | Roma         |
| 2022-2023 | David Moyes (SCO)          | Declan Rice (ENG)        | West Ham Utd |
| 2023-2024 | José Luis Mendilibar (ESP) | Kostas Fortounis (GRE)   | Olympiacos   |
| 2024-2025 | Enzo Maresca (ITA)         | Enzo Fernández (ARG)     | Chelsea      |

### XI All Star Team
| Edizione  | Portiere           | Difensori                                                             | Centrocampisti                                         | Attaccanti                                    |
| --------- | ------------------ | --------------------------------------------------------------------- | ------------------------------------------------------ | --------------------------------------------- |
| 2021-2022 | Rui Patricio       | Lutsharel Geertruida Chris Smalling Gernot Trauner Tyrell Malacia     | Lorenzo Pellegrini Dimitri Payet Kiernan Dewsbury-Hall | Luis Sinisterra Cyriel Dessers Tammy Abraham  |
| 2022-2023 | Alphonse Areola    | Dan Ndoye Nikola Milenković Nayef Aguerd Cristiano Biraghi            | Andy Diouf Lucas Paquetá Declan Rice                   | Nicolás González Michail Antonio Jarrod Bowen |
| 2023-2024 | Pietro Terracciano | Dodô Robin Hranáč David Carmo Cristiano Biraghi                       | Hans Vanaken Kōstas Fortounīs John McGinn              | Leon Bailey Ayoub El Kaabi Daniel Podence     |
| 2024-2025 | Filip Jørgensen    | Youssouf Sabaly Natan Bernardo de Souza Tosin Adarabioyo Robin Gosens | Svit Sešlar Isco Enzo Fernández                        | Cole Palmer Afimico Pululu Tokmac Nguen       |

#### Presenze nell'XI All Star Team per club
| Squadra             | N. | Giocatori |
| ------------------- | -- | --- |
| Fiorentina          | 7  | Cristiano Biraghi (2), Nikola Milenković (1), Nicolás González (1), Pietro Terracciano (1), Dodô (1), Robin Gosens (1) |
| West Ham Utd        | 6  | Alphonse Areola (1), Nayef Aguerd (1), Lucas Paquetà (1), Declan Rice (1), Michail Antonio (1), Jarred Bowen (1)q      |
| Feyenoord           | 5  | Lutsharel Geertruida (1), Tyrell Malacia (1), Gernot Trauner (1), Luis Sinisterra (1), Cyriel Dessers (1)              |
| Roma                | 4  | Rui Patricio (1), Chris Smalling (1), Lorenzo Pellegrini (1), Tammy Abraham (1)                                        |
| Olympiacos          | 4  | David Carmo (1), Kōstas Fortounīs (1), Ayoub El Kaabi (1), Daniel Podence (1)                                          |
| Chelsea             | 4  | Filip Jørgensen (1), Tosin Adarabioyo (1), Enzo Fernández (1), Cole Palmer (1)                                         |
| Betis               | 3  | Youssouf Sabaly (1), Natan Bernardo de Souza (1), Isco (1)                                                             |
| Basilea             | 2  | Dan Ndoye (1), Andy Diouf (1)                                                                                          |
| Aston Villa         | 2  | John McGinn (1), Leon Bailey (1)                                                                                       |
| Olympique Marsiglia | 1  | Dimitri Payet (1) |
| Leicester City      | 1  | Kiernan Dewsbury-Hall (1)                                                                                              |
| Viktoria Plzeň      | 1  | Robin Hranáč (1) |
| Club Bruges         | 1  | Hans Vanaken (1) |
| Celje               | 1  | Svit Sešlar (1) |
| Jagiellonia         | 1  | Afimico Pululu (1) |
| Djurgården          | 1  | Tokmac Nguen (1) |

#### Presenze nell'XI All Star Team per nazione
| Nazione         | N. | Giocatori |
| --------------- | -- | --- |
| Inghilterra     | 7  | Chris Smalling (1), Kiernan Dewsbury-Hall (1), Tammy Abraham (1), Declan Rice (1), Jarrod Bowen (1), Tosin Adarabioyo (1), Cole Palmer (1) |
| Italia          | 4  | Cristiano Biraghi (2), Lorenzo Pellegrini (1), Pietro Terracciano (1)                                                                      |
| Francia         | 3  | Dimitri Payet (1), Alphonse Areola (1), Andy Diouf (1)                                                                                     |
| Brasile         | 3  | Lucas Paquetá (1), Dodô (1), Natan Bernardo de Souza (1)                                                                                   |
| Paesi Bassi     | 2  | Lutsharel Geertruida (1), Tyrell Malacia (1)                                                                                               |
| Portogallo      | 2  | Rui Patricio (1), Daniel Podence (1) |
| Marocco         | 2  | Nayef Aguerd (1), Ayoub El Kaabi (1) |
| Argentina       | 2  | Nicolás González (1), Enzo Fernández (1)                                                                                                   |
| Jamaica         | 2  | Michail Antonio (1), Leon Bailey (1) |
| Angola          | 2  | David Carmo (1), Afimico Pululu (1) |
| Austria         | 1  | Gernot Trauner (1) |
| Colombia        | 1  | Luis Sinisterra (1) |
| Nigeria         | 1  | Cyriel Dessers (1) |
| Svizzera        | 1  | Dan Ndoye (1) |
| Serbia          | 1  | Nikola Milenković (1) |
| Repubblica Ceca | 1  | Robin Hranáč (1) |
| Belgio          | 1  | Hans Vanaken (1) |
| Scozia          | 1  | John McGill (1) |
| Grecia          | 1  | Kōstas Fortounīs (1) |
| Danimarca       | 1  | Filip Jørgensen (1) |
| Senegal         | 1  | Youssouf Sabaly (1) |
| Germania        | 1  | Robin Gosens (1) |
| Slovenia        | 1  | Svit Sešlar (1) |
| Spagna          | 1  | Isco (1) |
| Norvegia        | 1  | Tokmac Nguen (1) |

## Altri record

### Squadre
- Vittoria con più gol di scarto in UEFA Conference League: 8 (Chelsea-Noah 8-0, 7 novembre 2024)
- Pareggio con più gol in UEFA Conference League: 8 (PSV-Copenaghen 4-4, 10 marzo 2023)
- Più gol in una singola partita di UEFA Conference League: 9 (Lugano-Celje 5-4, 13 marzo 2025)

### Giocatori
- Più reti segnate in UEFA Conference League: 12 (Arthur Cabral, Vaggelīs Paulidīs, Eran Zahavi)
- Giocatori con più gol in una singola partita di UEFA Conference League: 3 (Harry Kane vs Mura, 30 settembre 2021) (Gaëtan Laborde vs Vitesse, 25 novembre 2021) (Nicolò Zaniolo vs Bodo/Glimt, 14 aprile 2022) (José Morales vs Austria Vienna, 6 ottobre 2022) (Gift Orban vs Basaksehir, 15 marzo 2023) (Benjamin Nygren vs Fenerbahce, 30 novembre 2023) (Ayoub El Kaabi vs Aston Villa, 2 maggio 2024) (Kévin Denkey vs San Gallo, 3 ottobre 2024) (Marc Guiu vs Shamrock Rovers, 19 dicembre 2024).
- La tripletta più veloce della competizione è stata segnata da Gift Orban, nella sfida tra Basaksehir e Gent (15 marzo 2023), in 3 minuti e 25 secondi.
- Ferdy Druijf ha segnato il gol più veloce della competizione dopo 32 secondi nella vittoria per 2-1 del Rapid Vienna sul Vitesse del 17 febbraio 2022.
- Il calciatore più anziano ad aver giocato in UEFA Conference League è Marek Matějovský, sceso in campo nella sfida tra Mlada Boleslav e Noah (3 ottobre 2024) all'età di 42 anni e 288 giorni.
- Il calciatore più anziano ad aver segnato in UEFA Conference League è Milan Petržela, in gol nella sfida tra Colonia e Slovacko (15 settembre 2022) all'età di 39 anni e 89 giorni.
- Il calciatore più giovane ad aver giocato in UEFA Conference League è Ayyoub Bouaddi, sceso in campo nella sfida tra Klaksvik e Lille (5 ottobre 2023) all'età di 16 anni e 3 giorni.
- Il calciatore più giovane ad aver segnato in UEFA Conference League è Michael Noonan, in gol nella sfida tra Molde e Shamrock Rovers (13 febbraio 2025) all'età di 16 anni e 187 giorni.

### Presenze
- La partita con più spettatori della UEFA Conference League è stata Roma-Leicester, del 5 maggio 2022, con 63.940 spettatori.

### Paesi e città
- La finale di UEFA Conference League non è mai stata giocata tra club della stessa nazione.
- In UEFA Conference League non si sono mai disputati dei derby.
- In UEFA Conference League si sono incontrati club della stessa nazione nelle seguenti occasioni:

| Stagione  | Nazione | Turno    | Partita                           |
| --------- | ------- | -------- | --------------------------------- |
| 2024-2025 | Cipro   | Play-off | Omonia-Pafos (1-1, 1-2, tot: 2-3) |

### Gruppi
- Maggior margine di punti in un singolo girone di UEFA Conference League: 10 (West Ham United, 2022/23)
- Maggior numero di punti senza qualificarsi alla fase successiva: 10 (Nordsjælland, 2023/24)
- Maggior numero di reti segnate in un singolo girone di UEFA Conference League: 18 (Roma, 2021/22)
- Minor numero di reti subite in un singolo girone di UEFA Conference League: 1 (LASK, 2021/22) (Viktoria Plzen, 2023/24)
- Maggior differenza reti in un singolo girone di UEFA Conference League: +12 (Club Brugge, 2023/24)
- Maggior numero di reti segnate da un giocatore in un singolo girone di UEFA Conference League: 6 (Tammy Abraham, Roma, 2021/22)

6 vittorie
- 2022-2023:   West Ham Utd
- 2023-2024:   Viktoria Plzeň
- 2024-2025:   Chelsea

6 sconfitte
- 2021-2022:   Lincoln Red Imps
- 2023-2024:   Čukarički,   Breiðablik